# Marmosa tyleriana
La marmosa de Tyler (Marmosa tyleriana) es una especie de marsupial didelfimorfo de la familia Didelphidae endémica del sur de Venezuela, en las Guayanas.